# Венторф (Зандеснебен)
Венторф (њем. Wentorf) општина је у њемачкој савезној држави Шлезвиг-Холштајн. Једно је од 131 општинског средишта округа Херцогтум Лауенбург. Према процјени из 2010. у општини је живјело 695 становника. Посједује регионалну шифру (AGS) 1053130, NUTS (DEF06) и LOCODE (DE WTO) код.

## Географски и демографски подаци
Венторф се налази у савезној држави Шлезвиг-Холштајн у округу Херцогтум Лауенбург. Општина се налази на надморској висини од 60 метара. Површина општине износи 5,0 km². У самом мјесту је, према процјени из 2010. године, живјело 695 становника. Просјечна густина становништва износи 139 становника/km².